# Sint-Pietersprijs
De Sint-Pietersprijs (Omloop van het Houtland) is een voormalige wielerwedstrijd voor beroepsrenners (Elite) in Torhout, België. Werd jaarlijks gereden eind juni van 1932 tot 1945 als Sint Pietersprijs en van 1946 to 1971 als Omloop van het Houtland.
De naam Sint Pietersprijs werd wel behouden in de volksmond.
Deze wedstrijd is niet te verwarren met de Omloop van het Houtland die sinds 1945 in het najaar wordt gereden in Lichtervelde, België